# Slag om Reading (1688)
De Slag om Reading vond plaats op 9 december 1688 in Reading, Berkshire. Het was de enige substantiële militaire actie in Engeland tijdens de Glorieuze Revolutie en eindigde in een beslissende overwinning voor de medestanders van Willem III van Oranje.

## Voorspel
Op woensdag 5 november 1688 landde Willem III, toen de Prins van Oranje en Stadhouder van de provincies Holland, Zeeland, Utrecht, Gelderland en Overijssel van de Republiek, aan het hoofd van een Nederlands leger in Devon.  Vijf weken later, op 7 december, bereikte Willem en zijn leger Hungerford. Terwijl ze daar gelegerd waren kregen ze versterking van Engelse aanhangers, waaronder enkele honderden cavalerietroepen geleid door adel uit het noorden van Engeland.
Na zich terug te trekken uit Salisbury bevond de hoofdmacht van koning Jacobus II zich op de heide van Hounslow Heath. Op zaterdag 8 december stuurde James en drietal onderhandelaars, Lord Halifax, Lord Nottingham en Lord Godolphin, om met Willem te overleggen. Lord Halifax kwam met een brief met daarin het voorstel van Jacobus II om de geschillen aan het Parlement voor te leggen. Tijdens de beraadslagingen van het parlement zou het leger van Willem niet dichter dan 30 mijl bij Londen mogen komen. Willem vroeg zijn Engelse adviseurs om de voorstellen te bespreken. Deze vergaderden onder het voorzitterschap van Lord Oxford en kwamen na een lang debat tot de conclusie dat dat voorstel het beste afgewezen kon worden. William besloot te onderhandelen en kwam met een tegenvoorstel, dat in een brief aan Jacobus II aan Halifax werd meegegeven.

## De slag
James had een voorhoede van 600 Ierse katholieken onder Patrick Sarsfield in Reading gelegerd om de mars van de Nederlanders naar Londen te stoppen. Er deed een gerucht de ronde dat de Ierse strijdkrachten van plan waren om de inwoners van Reading af te slachten,  in reactie daarop vroegen de burgers Willem om hulp. Op zondag 9 december werd een hulpkracht van 250 Nederlandse troepen de stad in gestuurd. Ze waren door bewoners van Reading op de hoogte gesteld van de posities van de troepen van Jacobus, en vielen ze aan vanuit een onverwachte richting aan. De Nederlanders kwamen terecht in het centrum van Reading, in Broad Street. (De naam van deze straat wordt in Engelse bronnen ook vaak gebruikt voor deze slag, ''battle of Broad Street'')   De Nederlanders werden gesteund door bewoners van Reading die vanuit de ramen op de troepen van Jacobus schoten. De gevechten hadden een duidelijk verloop; al snel dwongen de Nederlanders de Ierse troepen zich terug te trekken. Na afloop van de chaotische terugtocht bleken er aan de kant van het leger van Jacob zo'n twintig tot vijftig doden gevallen. Het aantal gesneuvelden onder de Nederlanders viel mee.  Veel van de doden werden begraven op het kerkhof van de St. Gileskerk.
De strijd is in detail beschreven door Daniel Defoe. Defoe, die eerder de hertog van Monmouth had gesteund in zijn eerdere rebellie tegen James II, verwelkomde de Nederlandse invasie. Hij beschrijft hoe een eskader van "Ierse dragonders" werd afgeslacht door een "irresistable fury" van een Nederlandse troepenmacht die veel van de vluchtende soldaten achtervolgde naar het nabijgelegen Twyford.

## Nasleep
Jacob had al het idee dat hij alleen op de Ierse troepen kon rekenen voor zijn defensie, maar deze nederlaag door een veel kleinere strijdmacht alsook de bereidwilligheid van de bewoners van Reading om een Nederlandse invasie te ondersteunen maakten de onhoudbaarheid van zijn positie overduidelijk. Hij poogde dinsdag 11 december Londen te ontvluchten, en week uiteindelijk uit naar Frankrijk, waar hij de steun vond van Lodewijk XIV, en vervolgens Ierland, waar het merendeel van de bevolking hem steunde. Zijn laatste hoop op het herwinnen van de troon werd verpletterd door zijn nederlaag in Ierland.
Als gevolg van de voorstellen die hij van Jacobus in Hungerford had ontvangen, besloot Willem niet onmiddellijk naar Londen te gaan, maar om vooraleerst in te gaan op een uitnodiging van de Universiteit van Oxford. Op 11 december vertrok Willem naar Abingdon. Toen hij op hoogte werd gesteld van Jacobus' vlucht, maakte hij rechtsomkeert en trok via Wallingford en Henley naar de Thames- vallei, en accepteerde de capitulatie van de troepen van Jacobus die hij onderweg tegenkwam. Willem arriveerde op 14 december 1688 in Windsor.